# Wikariat apostolski Caroní
Wikariat Apostolski Caroní (łac. Apostolicus Vicariatus Caronensis) – wikariat apostolski Kościoła rzymskokatolickiego w Wenezueli. Jest podległy bezpośrednio Stolicy Apostolskiej. Został erygowany 4 marca 1922 roku przez papieża Piusa XI.

## Główne świątynie
- Katedra: Katedra św. Heleny w Santa Elena de Uairén

## Administratorzy
- Benvenuto Diego Alonso y Nistal OFMCap (1923 – 1938)
- Constantino Gómez Villa OFMCap (1938 – 1967)
- Mariano Gutiérrez Salazar OFMCap (1968 – 1995)
- Santiago Pérez Sánchez (1993 – 1994)
- Jesús Alfonso Guerrero Contreras OFMCap (1995 – 2011)
- Felipe González González (2014 – 2021)
- Gonzalo Alfredo Ontiveros Vivas (od 2021)